# Spoorlijn Delmenhorst - Hesepe
De spoorlijn Delmenhorst – Hesepe ook wel Hasenbahn of Schusterbahn genoemd is een Duitse spoorlijn als 1560 onder beheer van DB Netze.

## Geschiedenis
De lijn is in fases geopend:
- Delmenhorst - Vechta: 1 mei 1898
- Vechta - Lohne: 1888
- Lohne - Neuenkirchen: 1 november 1899
- Neuenkirchen - Hesepe: 1 mei 1900

## Huidige toestand
In november 2000 werd het regionaal personenvervoer van de DB overgenomen door de NordWestBahn. In een verdrag van 2005 werd deze concessie met twaalf jaar verlengd tot 2017. De treinen van de NordWestBahn rijden van Bremen via het traject Delmenhorst - Hesepe naar Osnabrück.
De netbeheerder van het Duitse spoorwegnet: DB Netze AG is nog steeds eigenaar van het traject en de infrastructuur.
De Deutsche Bahn had het personenvervoer teruggebracht tot enkele treinen per dag plus enkele goederen treinen. De snelheid werd teruggebracht tot 50 km/h.
De infrastructuur van het traject werd tussen 2000 en 2003 vernieuwd en gemoderniseerd. Hierbij werd ook de snelheid van 50 km/h naar 80 km/h verhoogd. Het traject wordt met een uurdienst bediend.

## Treindiensten
De NordWestBahn verzorgt het personenvervoer op dit traject met RB treinen.
| Serie | Treinsoort                  | Route                                                        | Bijzonderheden |
| ----- | --------------------------- | ------------------------------------------------------------ | -------------- |
| RB 58 | Regionalbahn (NordWestBahn) | Osnabrück Hbf – Bramsche – Vechta – Delmenhorst – Bremen Hbf | Der Bramscher  |

## Aansluitingen
In de volgende plaatsen is of was er een aansluiting op de volgende spoorlijnen:
Delmenhorst
DB 1500, spoorlijn tussen Oldenburg en Bremen
DB 1563, spoorlijn tussen Delmenhorst en Lemwerder
DB 9150, spoorlijn tussen Delmenhorst en Harpstedt
Vechta
DB 1561, spoorlijn tussen Ahlhorn en Vechta
lijn tussen Vechta en Cloppenburg
Lohne
DB 1564, spoorlijn tussen Lohne en Dinklage
Holdorf
DB 1562, spoorlijn tussen Holdorf en Damme
Hesepe
DB 1502, spoorlijn tussen Oldenburg en Osnabrück